# Chrysometa aramba
Chrysometa aramba är en spindelart som beskrevs av Claude Lévi 1986. Chrysometa aramba ingår i släktet Chrysometa och familjen käkspindlar. Inga underarter finns listade i Catalogue of Life.